# Oral-B
Oral-B je americká značka produktů ústní (orální) hygieny, pod níž spadají zubní pasty, zubní kartáčky, elektrické zubní kartáčky a ústní vody. Firma vznikla v roce 1950 po vynázelu tzv. Hutsonova zubního kartáčku. Od roku 2006 ji vlastní americký nadnárodní korporát Procter & Gamble (P&G).

## Historie
Firmu založil dr. Robert W. Hutson (1920–2001), kalifornský paradontista, jež navrhl vlastní typ zubního kartáčku, a v roce 1950 si jej nechal patentovat. Dále modifikoval různé typy zubních kartáčků, než v šedesátých letech 20. století firmu prodal a pokračoval ve své stomatologické praxi.
V roce 1984 se firma stala součástí skupiny Gillette, načež firma začala vyrábět elektrické zubní kartáčky. Od roku 2006 je pak Oral-B součástí společnosti Procter & Gamble. Písmeno „B“ pak v názvu firmy má znamenat „kartáček“ (z anglického brush).[zdroj?]